# Max Haaf
Max Haaf (* 26. Februar 1899 in Heiligkreuztal; † 15. Dezember 1972 in Andelfingen) war ein deutscher Architekt, Baubeamter und Denkmalpfleger.

## Leben
Max Haaf entstammte einer alten Baumeisterfamilie, sein Vater Gustav Haaf (1861–1949) war bereits Bauamtswerkmeister in Heiligkreuztal, sein Großvater Vinzenz Haaf ebenfalls Werkmeister. Er machte sich Ende der 1920er Jahre als Gestalter von Eisenbahnbrücken einen Namen. Von November 1941 bis August 1942 war er technischer Kriegsverwaltungsrat beim Heereswaffenamt (Pionier- und Eisenbahnpionier-Abteilung). 1945, nach Kriegsende, wurde er Leiter des Referats Technik und Verkehr der Landesdirektion des Inneren des Staatssekretariats für das französisch besetzte Gebiet Württembergs und Hohenzollerns in Tübingen.
Nach seiner Pensionierung war Max Haaf von 1966 bis 1972 ehrenamtlicher Ortsbeauftragter des Landesamts für Denkmalpflege Baden-Württemberg für Heiligkreuztal und leitete als solcher die Restaurierung an Münster und Klausurgebäude. Die Wiederauffindung und Rückführung zahlreicher Kunstgegenstände nach Heiligkreuztal ist seinem Engagement zu verdanken. Er ist Verfasser zahlreicher unveröffentlichter sog. „Miszellen“ zur Klostergeschichte Heiligkreuztals. Am 8. Oktober 1972 wurde Max Haaf „in Anerkennung seiner besonderen Verdienste um die wissenschaftliche Erforschung und Restaurierung des Klosters Heiligkreuztal und um die Förderung der kulturellen und wirtschaftlichen Belange der Gemeinde“ die Würde eines Ehrenbürgers der Gemeinde Heiligkreuztal verliehen.